# Kobyla Góra (Gorzów Śląski)

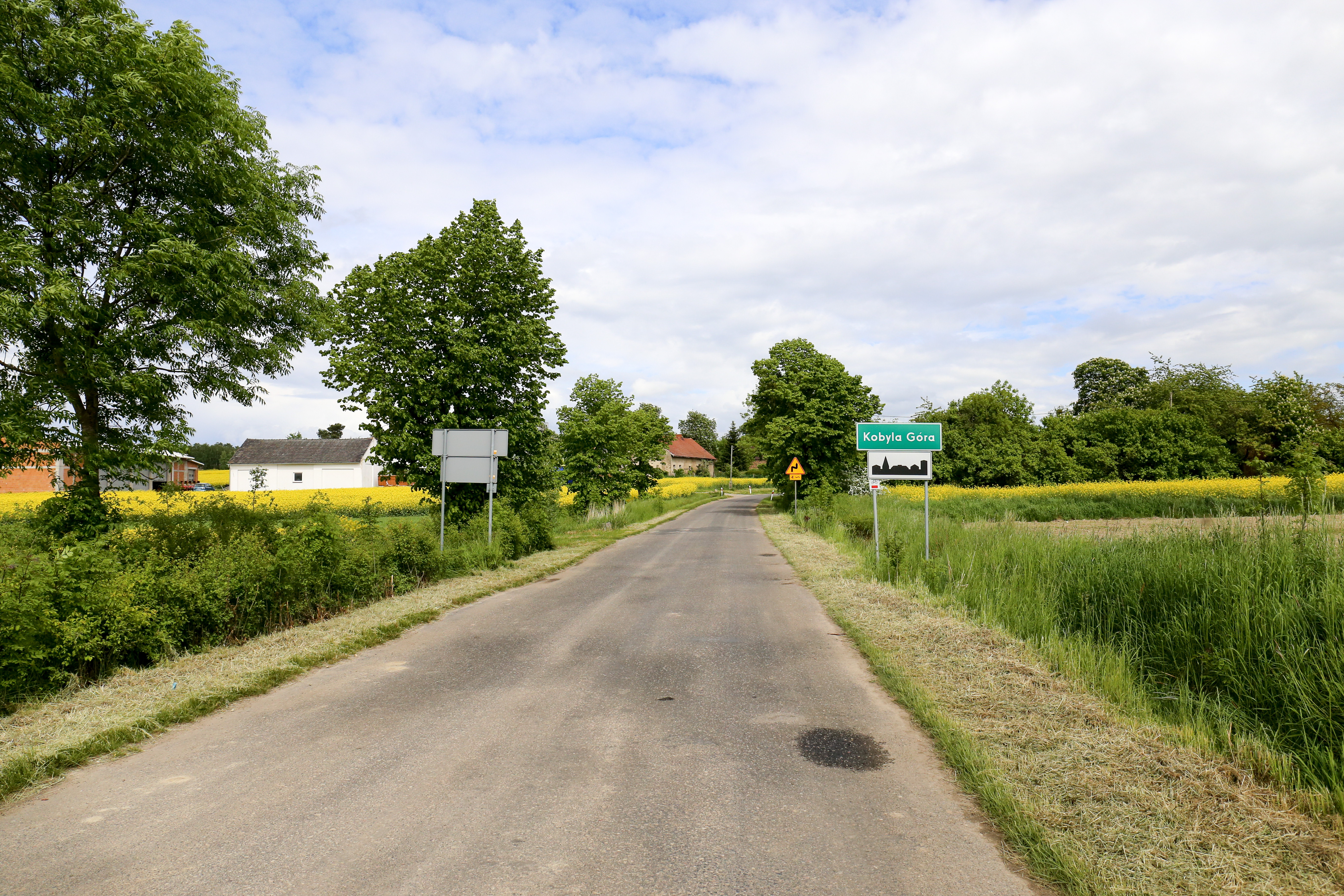
Ortseingang

Kobyla Góra (deutsch Wesendorf) ist eine Ortschaft in Oberschlesien. Der Ort liegt in der Gmina Gorzów Śląski (Landsberg O.S.) im Powiat Oleski (Kreis Rosenberg) der Woiwodschaft Opole in Polen.

## Geographie

### Geographische Lage
Das Straßendorf Kobyla Góra liegt neun Kilometer westlich vom Gemeindesitz Gorzów Śląski (Landsberg O.S.), 20 Kilometer nordwestlich der Kreisstadt Olesno (Rosenberg) und rund 58 Kilometer nordöstlich der Woiwodschaftshauptstadt Opole (Oppeln). Der Ort liegt in der Wyżyna Woźnicko-Wieluńska (Woischnik-Wieluń Hochland) innerhalb der Próg Woźnicki (Woischniker Schwelle). Südlich des Dorfes erstreckt sich ein weitläufiges Waldgebiet.

### Nachbarorte
Nachbarorte von Kobyla Góra sind im Nordosten Pakoszów (Donnersmarck), im Süden Biadacz (Ludwigsdorf) und im Nordwesten Maciejów (Matzdorf).

## Geschichte
Der Ort Wesendorf wurde 1779 als Kolonie durch den Grafen Henckel von Donnersmarck aus Matzdorf gegründet und mit 14 Kolonisten besetzt. Die Kolonie gehörte ursprünglich als Ortsteil zu Matzdorf.
Nach der Neuorganisation der Provinz Schlesien gehörte die Landgemeinde Wesendorf ab 1816 zum Landkreis Kreuzburg O.S. im Regierungsbezirk Oppeln. 1845 bestanden im Dorf eine Wassermühle, zwei Schmiede und 15 Häuser. Im gleichen Jahr lebten in Wesendorf 157 Menschen, davon 77 katholisch. 1861 zählte der Ort 151 Einwohner. 1874 wird der Amtsbezirk Matzdorf gegründet.
1933 lebten in Wesendorf 112 Menschen, 1939 wiederum 108 Einwohner. Bis 1945 gehörte das Dorf zum Landkreis Kreuzburg O.S.
1945 kam der bisher deutsche Ort an Polen, wurde der Woiwodschaft Schlesien angeschlossen und Kobyla Góra umbenannt. 1950 kam der Ort zur Woiwodschaft Opole und 1975 zur Woiwodschaft Częstochowa (Tschenstochau). 1999 kam der Ort Powiat Oleski und wieder zur Woiwodschaft Opole.